# گئورگ قازاریان (زاده ۱۹۸۸ (میلادی)

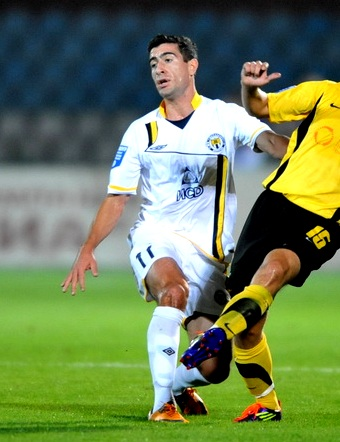

گئورگ گارنیکی قازاریان (به ارمنی: Գևորգ Գառնիկի Ղազարյան) (متولد ۵ آوریل ۱۹۸۸ در شهر ایروان)، بازیکن فوتبال در پست هافبک/مهاجم اهل ارمنستان می‌باشد.

## باشگاهی
او هم‌اکنون برای تیم باشگاهی ماریتیمو بازی می‌کند.
این بازیکن سابقه بازی در تیم‌های باشگاهی پیونیک، بانانتس، متالورگ دونتسک، شاختار قراغندی، المپیاکوس، لیماسو و ماریتیمو را نیز در کارنامه دارد.

## بازی ملی
وی همچنین در زیر ۱۹ سال ارمنستان، زیر ۲۱ سال ارمنستان و تیم ملی فوتبال ارمنستان بازی کرده‌است. قازاریان نخستین بازی ملی خود را در چهارچوب مرحله مقدماتی جام ملت‌های اروپا ۲۰۰۸ گروه A که در تاریخ ۲۲ اوت ۲۰۰۷ مقابل پرتغال انجام داد.

### گل‌های ملی
| گل | تاریخ          | ورزشگاه                                          | حریف          | گل  | نتیجه | رقابت                                       |
| -- | -------------- | ------------------------------------------------ | ------------- | --- | ----- | ------------------------------------------- |
| ۱  | ۲۸ مارس ۲۰۰۹   | ورزشگاه جمهوریت وازگن سارگسیان, ایروان, ارمنستان | استونی        | ۲–۲ | ۲–۲   | مرحله مقدماتی جام جهانی فوتبال ۲۰۱۰ (اروپا) |
| ۲  | ۸ اکتبر ۲۰۱۰   | ورزشگاه جمهوریت وازگن سارگسیان, ایروان, ارمنستان | اسلواکی       | ۲–۱ | ۳–۱   | مرحله مقدماتی جام ملت‌های اروپا ۲۰۱۲         |
| ۳  | ۱۲ اکتبر ۲۰۱۰  | ورزشگاه جمهوریت وازگن سارگسیان, ایروان, ارمنستان | آندورا        | ۱–۰ | ۴–۰   | مرحله مقدماتی جام ملت‌های اروپا ۲۰۱۲         |
| ۴  | ۲ سپتامبر ۲۰۱۱ | Estadi Comunal d'Aixovall, آندورا لاولا, آندورا  | آندورا        | ۰–۲ | ۰–۳   | مرحله مقدماتی جام ملت‌های اروپا ۲۰۱۲         |
| ۵  | ۶ سپتامبر ۲۰۱۱ | Štadión pod Dubňom, ژیلینا, اسلوونی              | اسلواکی       | ۰–۳ | ۰–۴   | مرحله مقدماتی جام ملت‌های اروپا ۲۰۱۲         |
| ۶  | ۷ اکتبر ۲۰۱۱   | ورزشگاه جمهوریت وازگن سارگسیان, ایروان, ارمنستان | مقدونیه شمالی | ۳–۰ | ۴–۱   | مرحله مقدماتی جام ملت‌های اروپا ۲۰۱۲         |
| ۷  | ۵ ژوئن ۲۰۱۲    | ورزشگاه جمهوریت وازگن سارگسیان, ایروان, ارمنستان | قزاقستان      | ۱–۰ | ۳–۰   | بازی دوستانه                                |
| ۸  | ۵ ژوئن ۲۰۱۲    | ورزشگاه جمهوریت وازگن سارگسیان, ایروان, ارمنستان | قزاقستان      | ۲–۰ | ۳–۰   | بازی دوستانه                                |
| ۹  | ۶ سپتامبر ۲۰۱۳ | Eden Arena, پراگ, جمهوری چک                      | چک            | ۱-۲ | ۱–۲   | مرحله مقدماتی جام جهانی فوتبال ۲۰۱۴         |
| ۹  | ۱۱ نوامبر ۲۰۱۶ | ورزشگاه جمهوریت وازگن سارگسیان, ایروان, ارمنستان | مقدونیه شمالی | ۲-۳ | ۳–۲   | مرحله مقدماتی جام جهانی فوتبال ۲۰۱۸         |

## افتخارات

### باشگاهی
- پیونیک
  - لیگ برتر فوتبال ارمنستان: ۲۰۰۶, ۲۰۰۷, ۲۰۰۸, ۲۰۰۹, ۲۰۱۰
  - جام استقلال ارمنستان: جام استقلال ارمنستان (۲۰۰۹), ۲۰۱۰
  - سوپر جام فوتبال ارمنستان: ۲۰۰۶، ۲۰۰۷، ۲۰۰۹

### انفرادی
- لیگ برتر فوتبال ارمنستان بهرتین بازیکن جوان: ۲۰۰۷
- لیگ برتر فوتبال ارمنستان بهترین گل زن: لیگ برتر فوتبال ارمنستان ۲۰۱۰
- بازیکن ماه در باشگاه متالورگ دونتسک: سپتامبر ۲۰۱۱[۲]

## زندگی خصوصی
قازاریان و همسرش ویکتوریا برای اولین بار همدیگر را در سوان ملاقات کردند. این زوج صاحب یک پسر (زاده دسامبر ۲۰۱۲) هستند.